# Cimetière du Château (Nice)
Pour les articles homonymes, voir Cimetière du château.
Le cimetière du Château est un cimetière situé sur la colline du Château à Nice (Alpes-Maritimes). Comportant 2 800 tombes, il surplombe la ville et le port.

## Historique
Il est créé en 1783 à l'emplacement de l'ancienne citadelle de la ville. Son aménagement est rendu nécessaire par l'interdiction, par lettres patentes du 24 juin 1783 du roi de Sardaigne Victor-Amédée III, d'enterrer les morts dans les églises du royaume. Cette décision suit celle de l'évêque de Nice Charles Valperga de Maglione de 1782. À Nice, les dépouilles des défunts sont en effet enterrées soit dans les chapelles latérales des églises pour les nobles, soit dans les fosses communes situées sous les nefs pour le reste de la population. Dès lors, l'emplacement de l'ancienne citadelle, rasée par les troupes de Louis XIV en 1706, qui n'est plus depuis cette époque qu'un champ de ruines, sert à la construction d'un cimetière. De même, plusieurs autres cimetières sont créés sur les collines de la ville, encore largement rurales. 

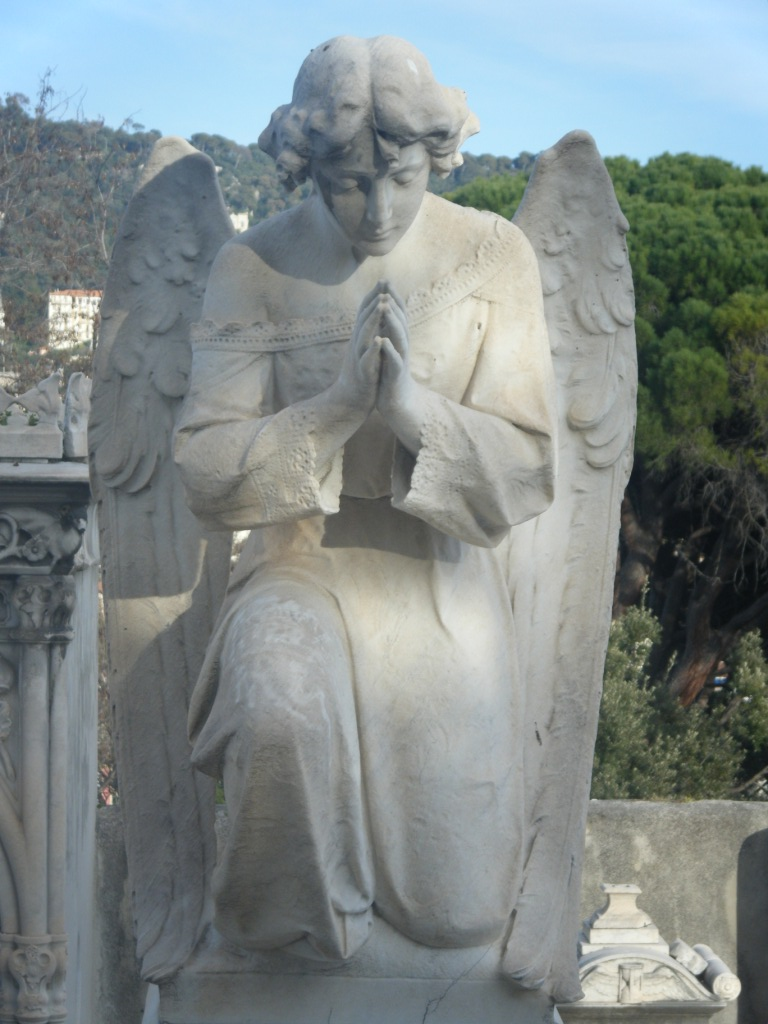
Ange du cimetière du Château de Nice.

Au cimetière chrétien est ajouté au sud un cimetière juif qui vient remplacer le cimetière installé depuis le Moyen Âge en contrebas de la colline près de la rue Sincaïre. 
Après l'incendie de l'opéra de Nice de 1881 qui fait deux cents victimes, un monument en forme de pyramide rendant hommage à ces derniers est érigé à l'entrée du cimetière,.

## Caractéristiques

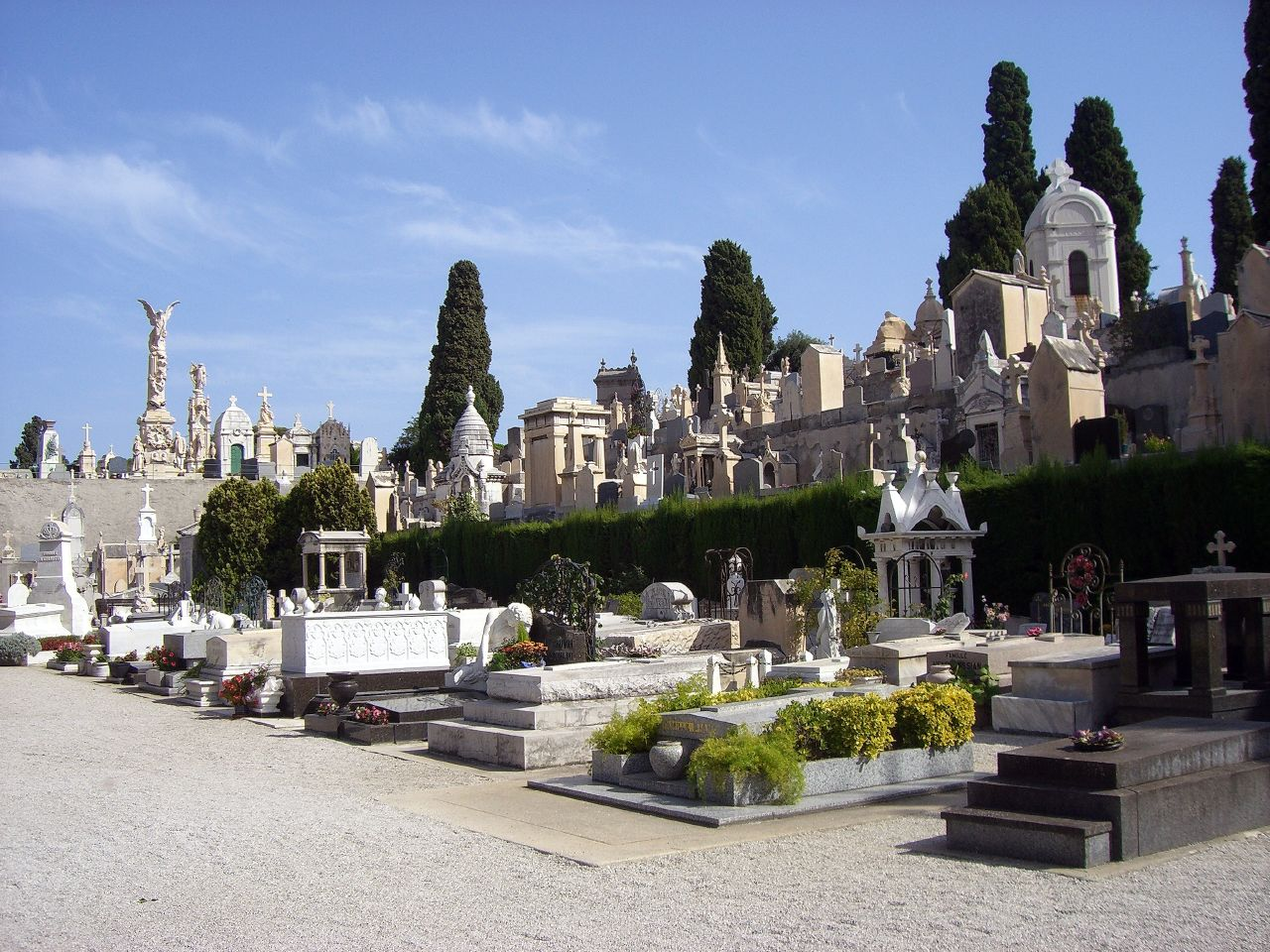
Vue du cimetière.

Construit sur les ruines de l'ancienne citadelle de la ville, il a gardé quelques vestiges des murailles les plus modernes de celle-ci, érigée au XVIe siècle. D'une superficie de 14 000 m2 (ce qui fait de lui le troisième plus grand cimetière de Nice), il offre un panorama de toute la ville : l'est, l'ouest et le nord de Nice, les collines niçoises et la mer Méditerranée. Ses 2 800 tombes sont placées en terrasses,. Huit des sculptures qui les agrémentent ont été récompensées par le grand prix de Rome, ce qui fait du cimetière l'un des tout premiers d'Europe de ce point de vue. Le style des tombes est assez varié, les plus anciennes, celles du début du XIXe siècle, sont néoclassiques et imitent les sarcophages romains. Les chapelles sont le plus souvent de style ligure et dans une moindre mesure néo-gothiques et ainsi que parfois néoclassiques. À côté de l'entrée du cimetière se trouve la chapelle de la Sainte-Trinité et sa façade ocre, bâtie en 1935 sur les plans de l'architecte François Aragon. 
Plusieurs tombes portent encore la trace des impacts de bombes légères, lancées en 1944 par le survol du mystérieux « avion fantôme »[réf. nécessaire].
Les tombes du cimetière juif sont pour la plupart simples et sobres. Un cénotaphe a été disposé à l'entrée en hommage aux victimes niçoises de la Shoah,.
Au 23 avril 2009, le cimetière du Château compte 2 234 sépultures occupées. De 2005 à 2008, entre 55 et 78 inhumations y ont eu lieu chaque année.

## Personnalités inhumées

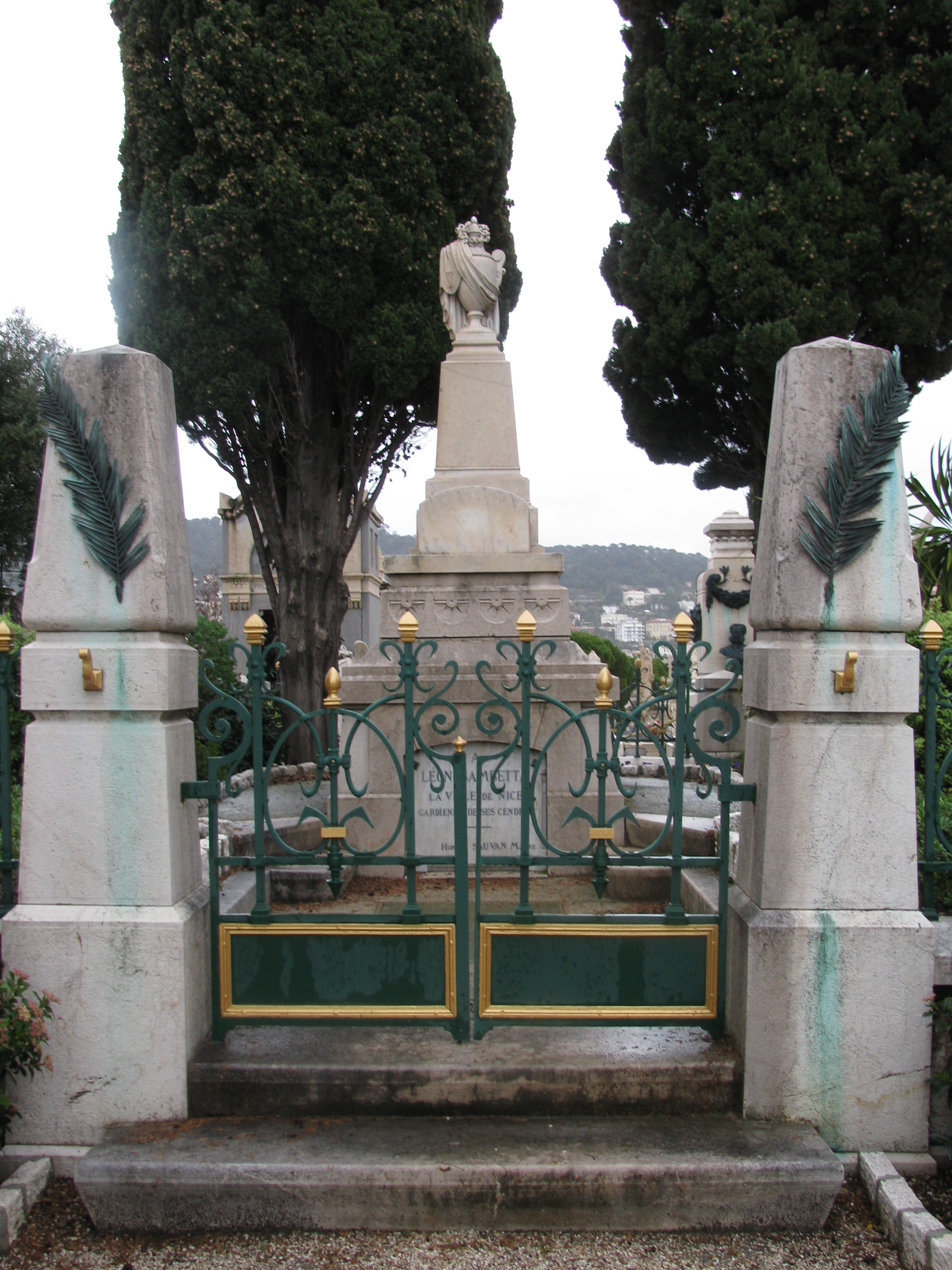
La tombe de Léon Gambetta.

Les personnes inhumées au cimetière du Château sont issues de milieux sociaux variés. Ce sont à la fois le petit peuple du Vieux-Nice mais aussi les notables de la ville ainsi que les étrangers des nombreuses communautés de la ville (russe ou anglaise par exemple). Parmi les notables de la ville, on peut citer : l'amiral Félix de Constantin de Châteauneuf, le corsaire Joseph Bavastro, le général-baron Éberlé, les poètes Joseph-Rosalinde Rancher, Agathe-Sophie Sasserno, Menica Rondelly et Jouan Nicola, l'ingénieur Victor Juge, les scientifiques Antoine Risso, André Verany et Paul Montel, les peintres Clément Roassal, Charles Garacci et Victor Sabatier, les artistes lyriques Joseph Tagliafico et Freda Betti, l'architecte Jules Febvre, les maires Alfred Borriglione et Honoré Sauvan, les députés Benoît Bunico, Constantin Bergondi, Flaminius Raiberti et Ernest Lairolle, les ministres Édouard Corniglion-Molinier et Édouard Grinda, le premier président de la Cour internationale de justice des Nations unies, Jose Gustavo Guerrero, les entrepreneurs François Zanin et François Grosso, Hippolyte Défly (donateur des terrains du futur hôpital Saint-Roch), l'industriel Wladyislaw de Lenval (à l'origine de la fondation Lenval). La mère de Giuseppe Garibaldi, Rosa, y est également enterrée et la dépouille de l’épouse de ce dernier, Anita, y reposait avant d'être transférée à Rome sur demande du gouvernement italien. Toutefois, la plus grande partie de la noblesse niçoise n'est pas représentée au cimetière du Château, ayant préféré les cimetières situés sur les collines de la ville, plus proches de leurs résidences secondaires. L'écrivain niçois Louis Nucéra (1928-2000), d'abord inhumé au cimetière de Caucade, a été transféré au cimetière du Château, le 9 août 2019, qui est désormais sa dernière demeure.
Parmi les personnalités étrangères à la ville, on note la présence de : Alexandre Herzen, père du socialisme russe, Emil Jellinek, fondateur de Mercedes, l'homme politique Léon Gambetta, le joaillier Alfred Van Cleef, Marguerite Duthuit Faure, l'écrivain Gaston Leroux, l'écrivain et scénariste René Goscinny, ou encore l'actrice Renée Saint-Cyr et son fils le réalisateur Georges Lautner.

## Illustrations

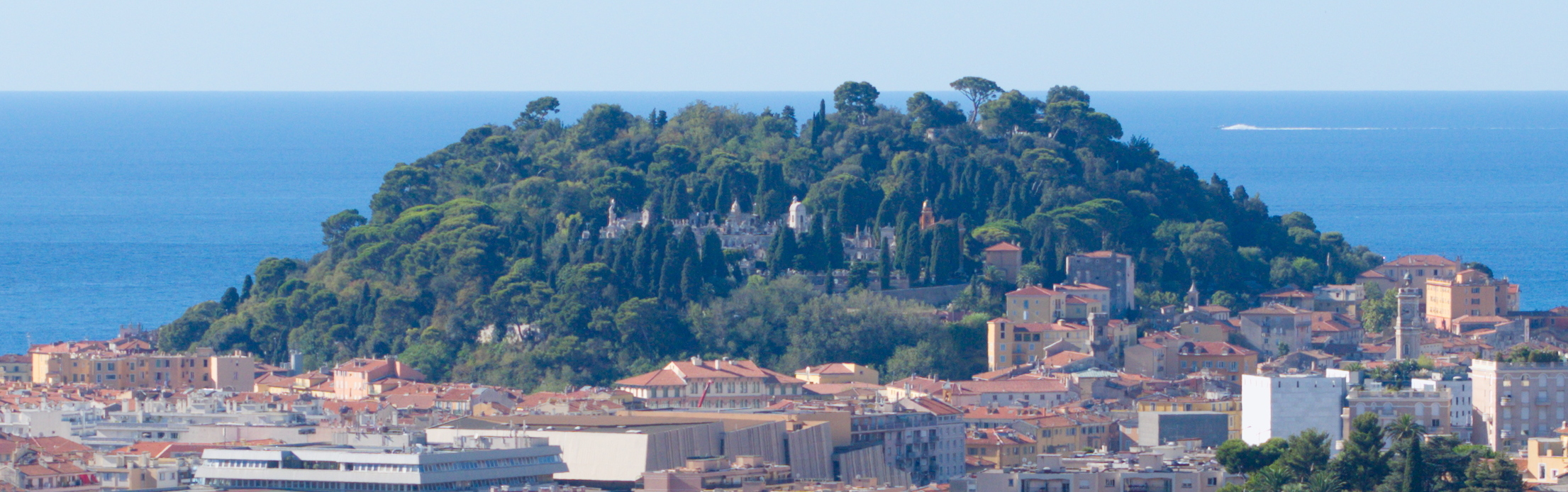
Vue d'ensemble montrant l'emplacement du cimetière sur la colline du Château.
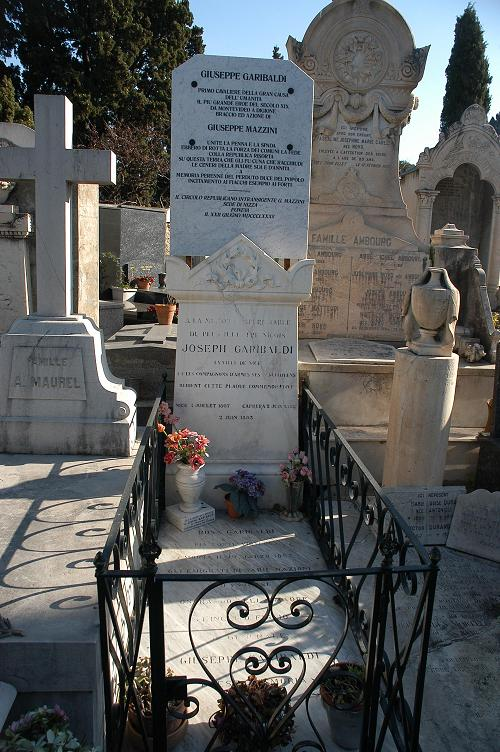
Vue de la tombe de la mère de Giuseppe Garibaldi.
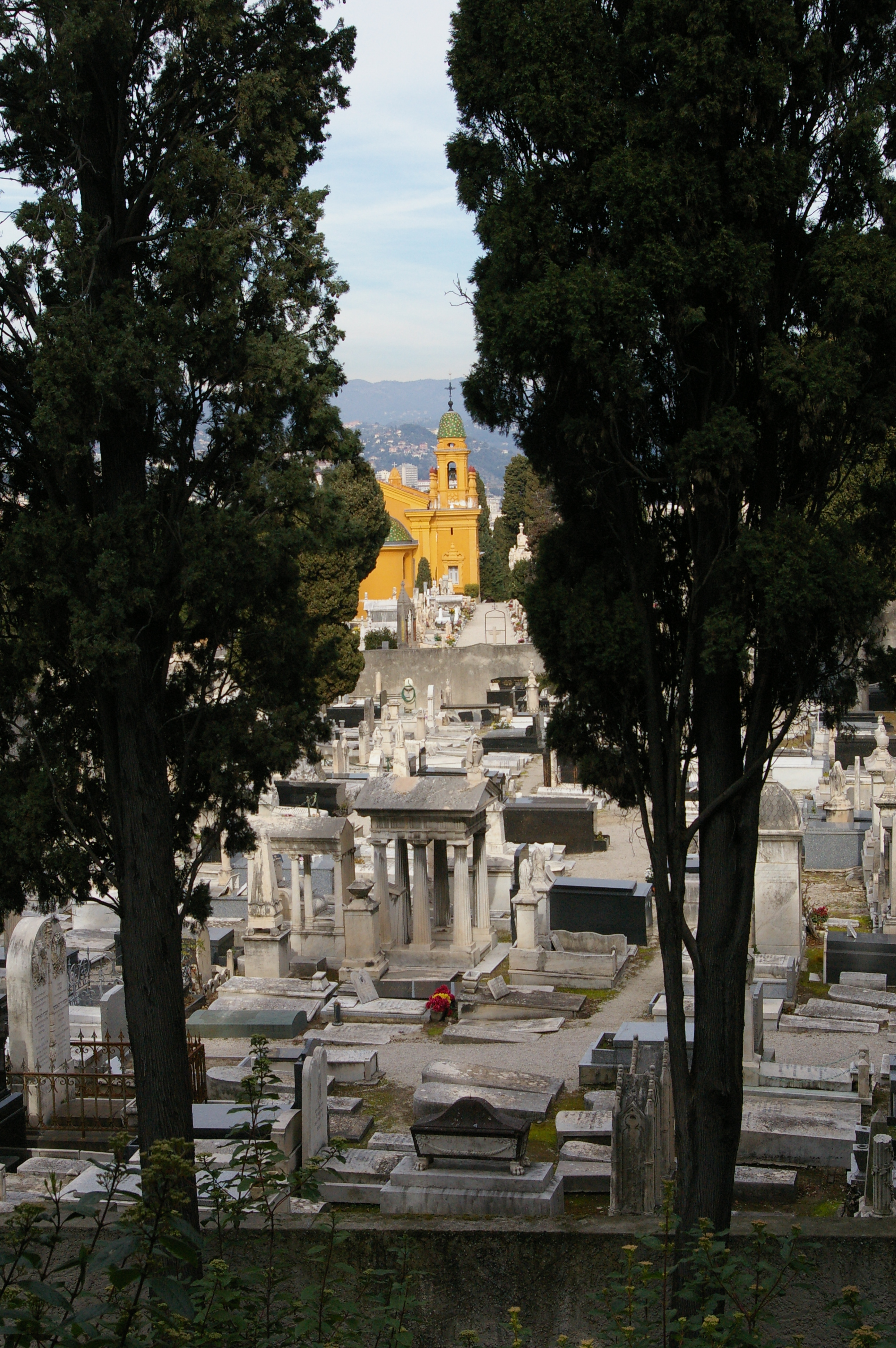
Vue d'ensemble, en arrière-plan la chapelle de la Sainte-Trinité.
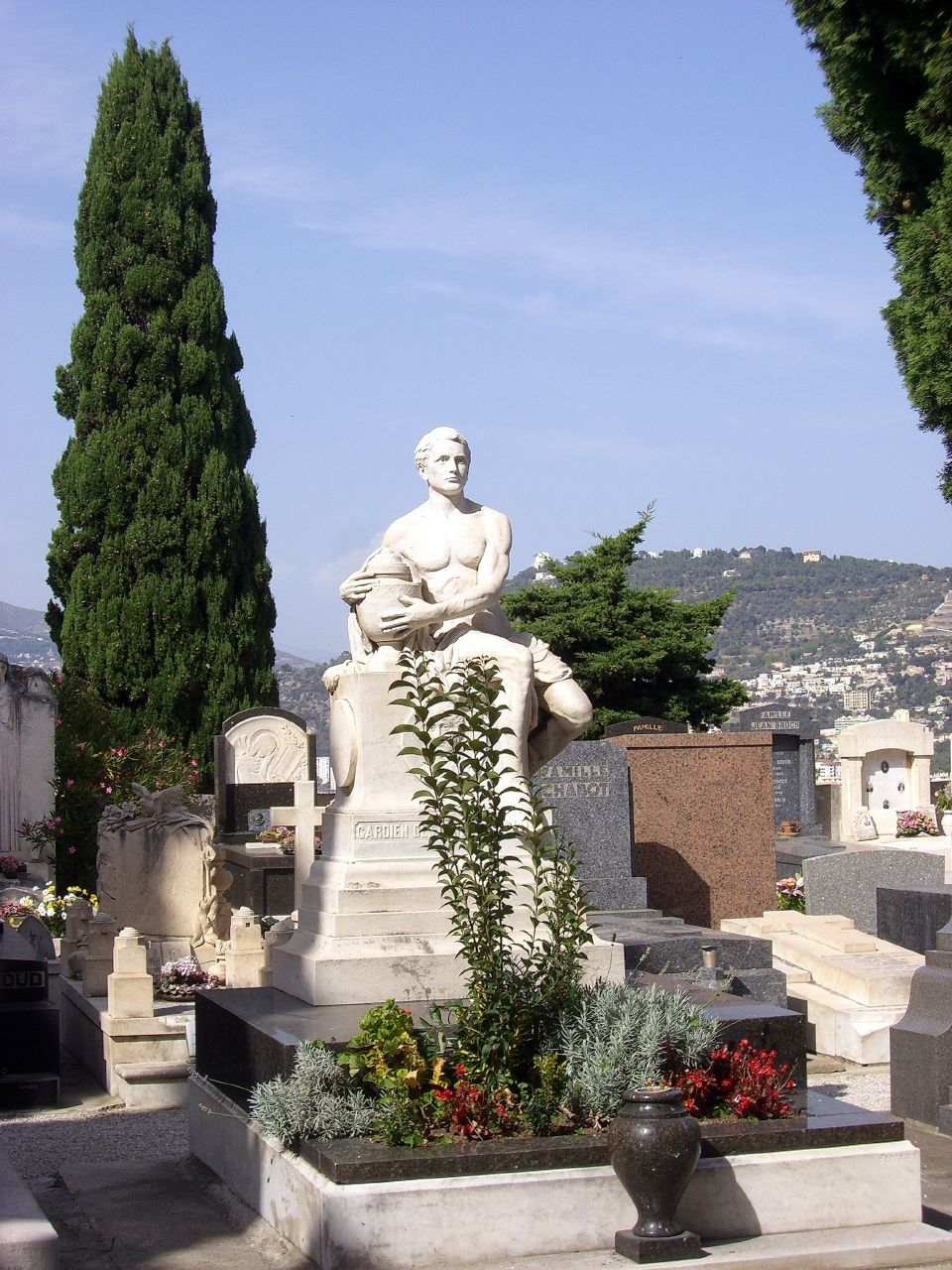
Sépulture Verdeil Cadet avec la statue en marbre du « Gardien des cendres ».
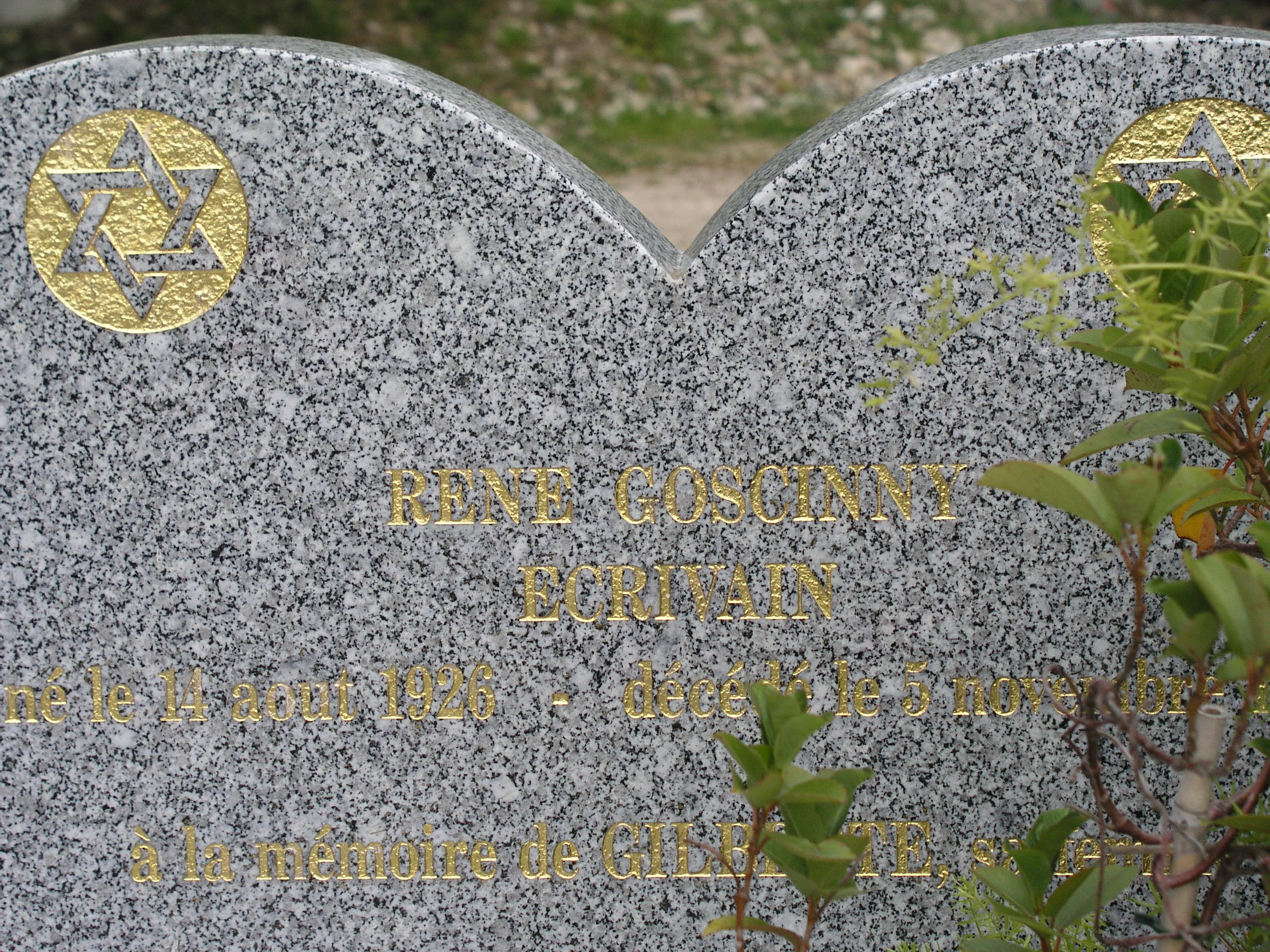
Tombe de René Goscinny.
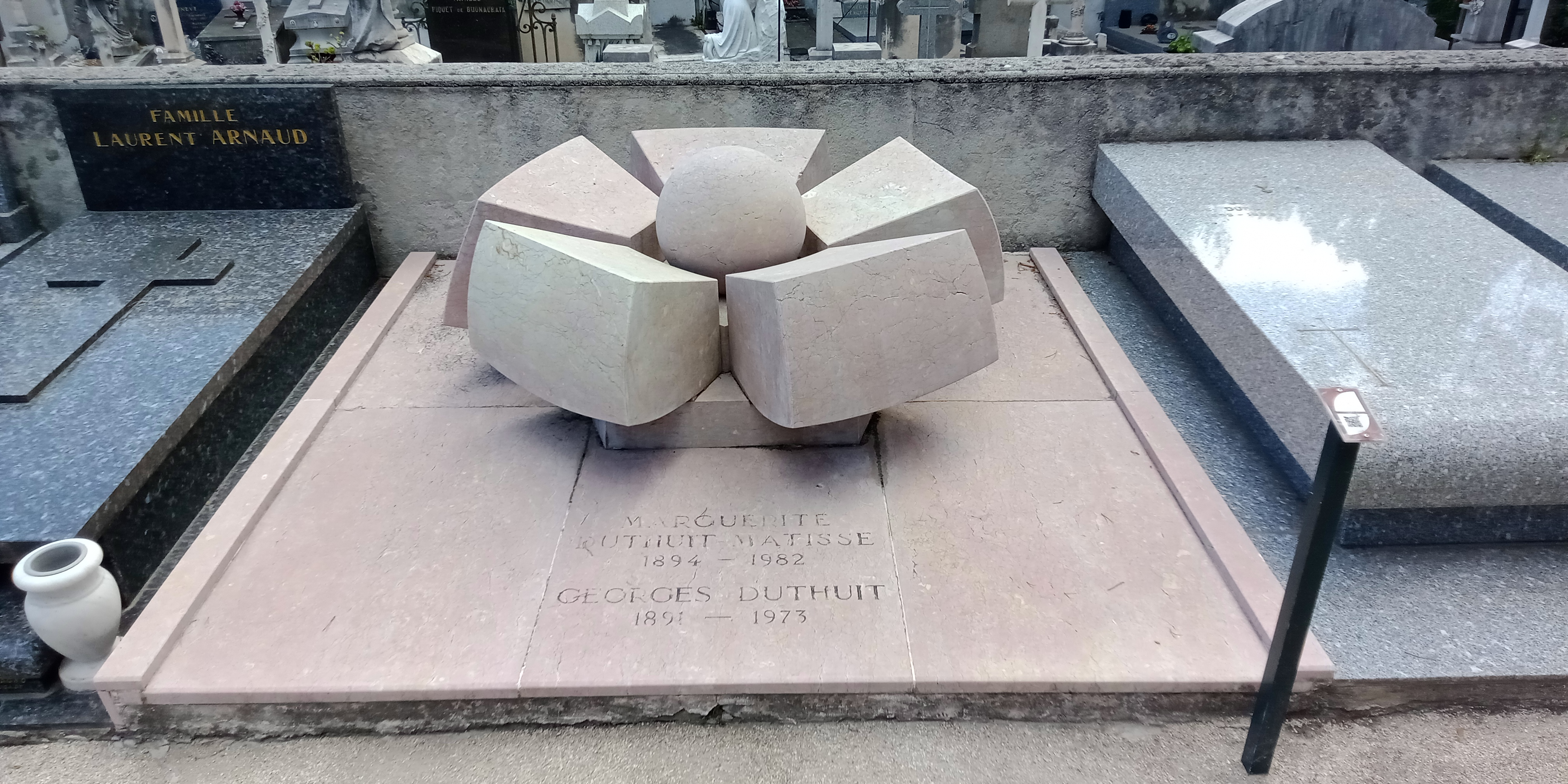
Tombe de Marguerite Duthuit Faure et Georges Duthuit.